# Empel (Rees)

Lage von Empel in Rees

Empel ist mit 511 Einwohnern (Stand Dezember 2020) der kleinste Stadtteil von Rees (NRW).

## Geographie
Empel ist landwirtschaftlich geprägt. Im Raum Empel findet sich die typisch niederrheinische Landschaft.
Der Ort ist umgeben von den Nachbarorten Millingen (NW), Heelden (O), Vehlingen (N), Androp (SW), Haldern (SO) und Megchelen (Niederlande, NW). Das Schloss Anholt liegt im Norden, etwa drei Kilometer von Empel entfernt. Die nächstgrößeren Städte und Dörfer sind Isselburg (6 km, NO), Anholt (Stadtteil von Isselburg, 4 km, N), Dinxperlo (Niederlande, gehört zu Aalten, 7 km, NO), Bocholt (12 km, O), Hamminkeln (14 km, SO), Rees (4 km, S), Kalkar (10 km, W) und Emmerich (10 km, NW).
Empel liegt an der Bahnstrecke Oberhausen–Arnhem (Bahnstation Empel-Rees) zwischen den Stationen Haldern und Millingen. Der Ort liegt etwa auf halber Strecke zwischen Wesel und Emmerich. Das Haus Empel, am Naturschutzgebiet Empeler Meer (Altrhein) gelegen, wurde im Zweiten Weltkrieg völlig zerstört.

## Geschichte

### Ortsname
Die Gemeinde hieß bis 1963 Hurl und erhielt dann durch Beschluss der nordrhein-westfälischen Landesregierung nach dem dort befindlichen Schloss den Namen Empel. Dieser Name wird von „im Pel“ („im Wasser“) hergeleitet.

### Gemeinde Hurl
Die Gemeinde Hurl (seit 1963 lautet der Name: Empel) gehörte zum Amt Millingen. Das Amt Millingen war ein Gemeindeverband der Gemeinden Millingen, Empel, Heelden und Vehlingen. Dieser war von 1928 bis zur Auflösung am 1. Januar 1975 Teil des Kreises Rees und ging aus der Bürgermeisterei Millingen (1858–1921) hervor. Die Zuständigkeit enthielt sämtliche Verwaltungszweige inklusive einer eigenen Polizeistation. Durch die kommunale Neugliederung im Jahr 1975 wurden das Amt Millingen sowie auch der Kreis Rees aufgelöst. Während Millingen und Empel mit der Stadt Rees zusammengeschlossen wurden, fielen Heelden und Vehlingen der Stadt Isselburg zu.

### Prinz-Leopold-Hütte (1857–1945)
Die Prinz-Leopold-Hütte wurde 1857 von Gustav Nering-Bögel gegründet. Sie befasste sich hauptsächlich mit der Fabrikation von Schiffsketten, die einen guten Ruf in Fachkreisen hatten. Die Prinz-Leopold-Hütte war ein Ableger der Minerva Eisenhütte in Isselburg, deren Gründung auf das Jahr 1794 zurückgeht. Der Ausbau der B 67 verhinderte die Verlagerung der der Minerva-Hütte angegliederten Isselburger Maschinenfabrik nach Empel. Die Prinz-Leopold-Hütte wurde gegen Ende des Zweiten Weltkriegs fast restlos zerstört.

### Chaussee von Münster nach Emmerich
Über das Gebiet von Empel verläuft die B 67. Sie wurde 1861 als Chaussee von Münster nach Emmerich erbaut. Ab 1932 wurde sie als Reichsstraße 67 eingerichtet, die als B 67 über die Reeser Straße direkt durch Empel verlief. Mit dem steigenden Verkehr und der Wartezeit vor dem Bahnübergang wurde eine Alternativlösung notwendig: Im Juni 1967 begannen die Bauarbeiten zur Überführung der B 67 über die Bahnlinie. Im November 1968 erfolgte die Freigabe der Empeler Ortsumgehung mit heutiger Straßenbezeichnung „Reeser Landstraße“.

### Ehemaliger Zugverkehr
- Die Kleinbahn Rees–Empel betrieb vom 28. Februar 1915 bis zum 31. Dezember 1966 eine regelspurige Kleinbahn zwischen den Orten Rees und Empel.

- Baumbergebahn ist der Name des gegenwärtig von der RB 63 befahrenen Abschnittes der Bahnstrecke Empel-Rees–Münster, die ursprünglich von Empel-Rees an der Hollandstrecke über Bocholt, Borken und Coesfeld nach Münster führte, wobei heute nur noch der letzte Abschnitt zwischen Coesfeld (bzw. Lutum) und Münster in Betrieb ist. Ihren Namen hat sie vom Hügelland der Baumberge, welches sie in ihrem Verlauf durchquert.

### Die Empeler Kirchen
Wer in früheren Zeiten sonntags in Millingen einmal nicht zur Kirche war, sagt oft als Entschuldigung anderen gegenüber: „Ich war in Empel zur Kirche.“ Diese Ausrede wurde sogar in Bislich bei Wesel verwendet. Selbst bis zum Bischof von Münster war das vorgedrungen. Fünf Kneipen und keine Kirche – das muss geändert werden! So wollte endlich der Gastwirt Heinrich Tepferd 1928 den vorgenannten Makel beseitigen. Er stellte in Nachbarschaft zu seiner Kneipe ein Grundstück für eine Kirche zur Verfügung und bildete nach heutigem Maßstab eine Bürgerinitiative. Diese war der Auslöser für den Kampf um den Standort – diesseits oder jenseits der Bahnschienen. Es konnte keine Einigung gefunden werden und der „Kirchentraum“ wurde begraben. Für Münster war dieser Fall erledigt. Inzwischen gab es nun die geistige und politische Strömung des Nationalsozialismus und in der hatte die Kirche sowieso keinen Platz mehr. Heute gehört Empel zur Pfarrgemeinde St. Quirinus Millingen.

### Die Jahre 1933 bis 1945
Das Zwangsarbeiterlager Rees lag östlich des Rheins in der an die Stadt Rees grenzenden damaligen Gemeinde Groin. Das Lager war kein Straflager, sondern ein Arbeitslager. Die Gefangenen mussten dort Schanzarbeiten (Bau von Verteidigungsstellungen) verrichten. Der Standort des Lagers war eine Ziegelei am Melatenweg in Groin. Das Gebiet wurde als Arbeitslager von November 1944 bis zum 23. März 1945 gebraucht. Eine Anzahl Gefangener wurde außerhalb des Groiner Lagers in verschiedenen Hallen in den Dörfern Bienen und Millingen untergebracht, die nördlich der Stadt Rees liegen. Für kurze Zeit waren Zwangsarbeiter in Emmerich-Praest und in Empel (Rees) untergebracht, wobei Empel als Notkrankenhaus diente. Zwei Tage nach der Rheinüberquerung der Alliierten wurden zahlreiche Zwangsarbeiter aus dem Arbeitslage befreit.
- Erinnerungsgang Rees – Megchelen: Jährlich im Frühjahr erinnern Niederländer und Deutsche durch einen „Herdenkingstocht“ (Gedenkgang) an die Opfer des NS-Zwangsarbeiterlagers in Rees-Groin.[9]

### Die Jahre nach 1945 bis heute
Heute lässt sich der historische Grundriss des Ortes mit seiner typischen Bebauung ablesen, da der Wiederaufbau nach dem Zweiten Weltkrieg sich großteils an den gleichen Standorten orientierte. Im Zweiten Weltkrieg, im März 1945, wurde Empel völlig zerstört. Empel gehörte bis 1969 zum Amt Millingen und wurde im Zuge des kommunalen Neugliederungsprogramms in die Stadt Rees eingegliedert. 1961 wurde auf dem Gelände der ehemaligen Prinz-Leopold-Hütte die Kraska-Gießerei gegründet. Der Betrieb entwickelte sich zunächst gut. Das Aufkommen des Werkstoffes Kunststoff führte aber schließlich 1974 zur Schließung der Gießerei.
Im November 1967 wurde Bundespräsident Lübke im Bahnhof Empel-Rees durch den Ortsbürgermeister Lambert Bünck bei seiner Ankunft in Rees anlässlich der Einweihung der Rheinbrücke Rees-Kalkar begrüßt.

## Kultur und Sehenswürdigkeiten

### Haus Empel

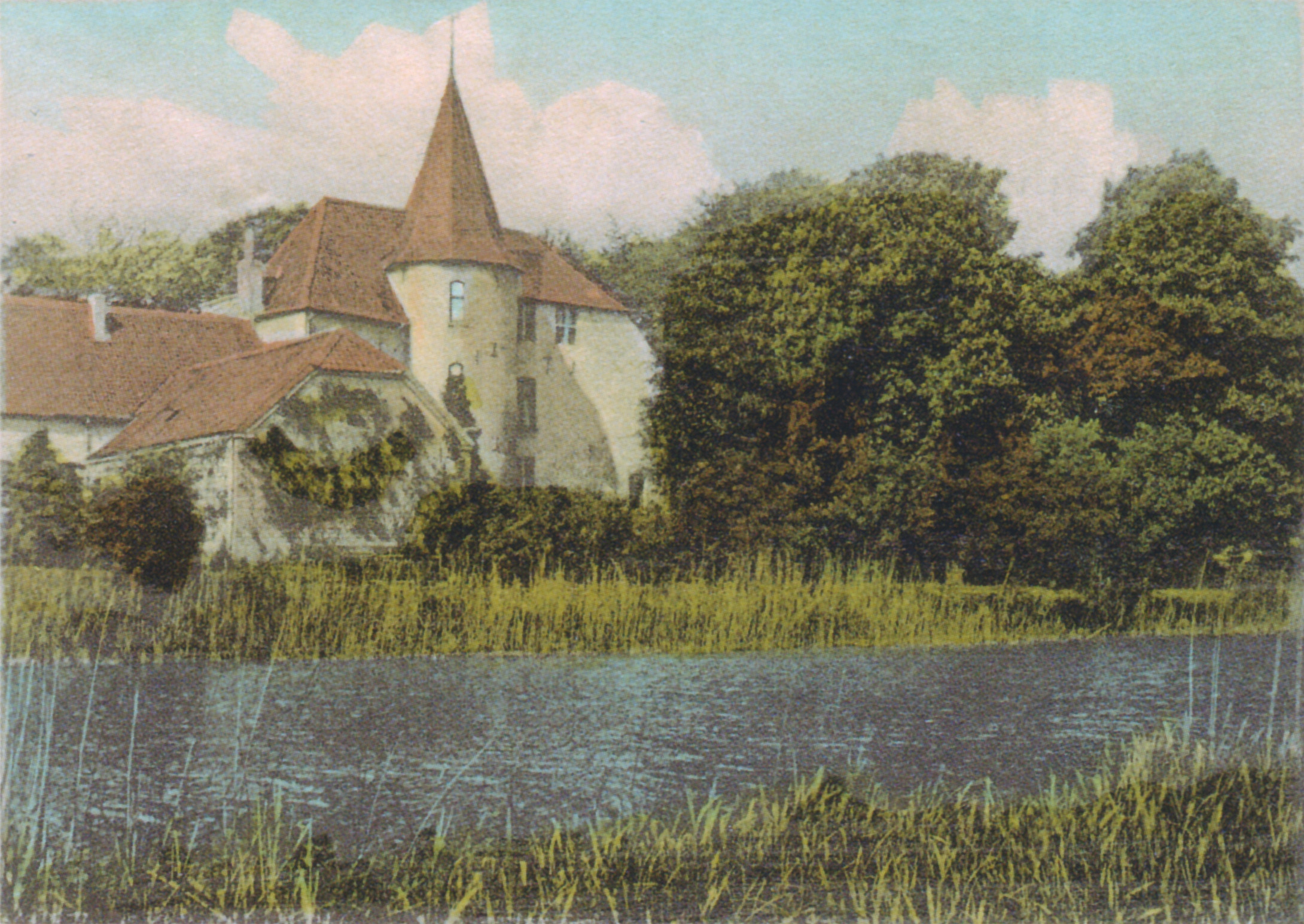
Schloss Empel vor seiner Zerstörung

Das Haus Empel wird urkundlich erstmals 1240 als Besitz des Ritters Bernard von Rees erwähnt. In einer Urkunde aus dem Jahr 1256 wird das Gut Emple genannt und im 13. sowie 14. Jahrhundert zu einer Burg ausgebaut. Derweil als Allod an die Herren von Hönnepel gekommen, wird für Empel 1339 zum ersten Mal eine Burgkapelle erwähnt, als Lutzo von Hönnepel und seine Frau Lisa der dortigen Kapelle eine Stiftung vermachten. In einer Erbauseinandersetzung vom 4. August 1345 erhielt Rütger von Hönnepel vor seinen sieben Geschwistern „die Burg ter Empel und alles Gut binnen ter Empelt“. Dieser Rütger lag lange Zeit im Streit mit Walram von Jülich, dem Erzbischof von Köln, der den Status Empels nachhaltig beeinflussen sollte. Auf Vermittlung des Klever Grafen Dietrich VII. kam es am 21. Mai des Jahres 1347 zu einem Vertrag zwischen den beiden Streitparteien, nach dem Empel fortan ein kurkölnische Lehen sein sollte. In einer Urkunde aus dem Jahr 1349 erklärt Rütger Empel zudem zu einem Offenhaus Kölns. Trotzdem gab es weiterhin Konflikte, denn in der Folgezeit wurde Haus Empel durch erzbischöfliche Truppen belagert. In einem Sühnevertrag vom 18. Oktober 1356 musste Rütger von Hönnepel dem Kölner Erzstift seinen Besitz erneut als Lehen und Offenhaus auftragen. Außerdem wurde ihm verboten, Haus Empel ohne die Einwilligung des Erzbischofs weiter zu befestigen. Rütgers Sohn Luysse folgte seinem Vater als Besitzer nach und nannte sich als erstes Mitglied seiner Familie auch „von Empel“. Im Jahr 1387 wurde die Burg durch Truppen der klevischen Stadt Wesel belagert, wobei die Belagerer schon eine Steinbüchse eingesetzt haben sollen. Durch die Verpfändung des Amtes Aspel/Rees an die Herzöge von Kleve, war Haus Empel seit Beginn des 15. Jahrhunderts ein klevisches Lehen. Ab 1482 war das Anwesen für einige Jahre im Besitz der Familie von Wittenhorst, ehe es 1487 an Heinrich von Diepenbrock kam, der Sara, die Tochter eines Rütgers von Hönnepel und seiner Frau Elisabeth von Hetterscheid, geheiratet hatte. Doch schon 1489 wurde wieder Johann, ein Mitglied der Familie von Hönnepel, mit Haus Empel belehnt. Er übertrug es 1491 an den Ritter Johann von Wylich, den klevischen Amtmann in der Hetter, dem auch das Schloss Hueth bei Bienen gehörte. Johann von Wylich verkaufte die Empeler Burganlage 1498 wieder an Sara von Hönnepel und ihren Sohn Rütger von Diepenbrock.
Haus Empel wurde 1945 zerstört. Die Ruine kann nicht besichtigt werden.

### Naturschutzgebiet Empeler Meer

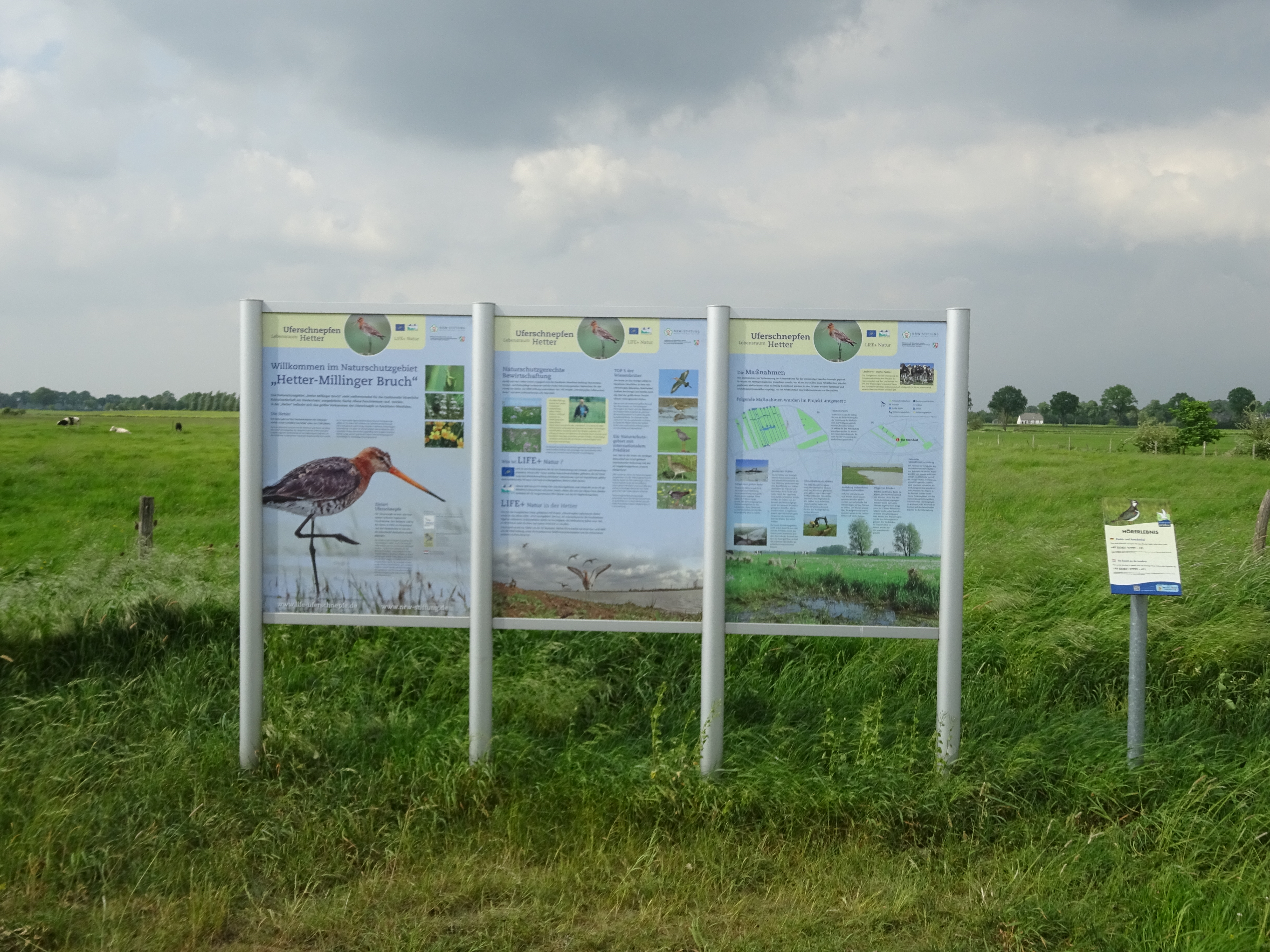
Schautafel im Naturschutzgebiet Hetter-Millinger Bruch

Das 6 ha umfassende Empeler Meer wurde 1986 als Naturschutzgebiet ausgewiesen und zählt zu den 14 Naturschutzgebieten der Stadt Rees. Es liegt neben den beiden weiteren Gebieten Bienener Altrhein, Millinger Meer und Hurler Meer sowie Hetter-Millinger Bruch. Mit dem östlich angrenzenden Naturschutzgebiet zusammen bildet es eines der letzten gut erhaltenen Altwassersysteme am Niederrhein. Hier ist noch die typische Vegetationszonierung nährstoffreicher Stillgewässer in nahezu unbeeinträchtigter Form vorhanden. Dazu zählen neben ausgedehnten Schwimmblatt- und Röhrichtzonen auch Weichholzauenbereiche am Ufer.

### Vereine
- St. Johannes Schützenbruderschaft Empel (1871)
- Rassenflügel & Kleintierzuchtverein
- Heimatverein Millingen-Empel 1980 e. V.
- Angelsportverein (ASV) Millingen-Empel e. V. (1976)

## Wirtschaft
- Heute ist auf der ehemaligen Prinz-Leopold-Hütte die Firma Hövelmann Logistik beheimatet, ein im Jahre 1945 von Bernhard Hövelmann gegründetes Unternehmen. Aufgrund der Fahrzeugfarbe spricht man auch vom blauen Hövelmann.
- Theodor Hövelmann gründete im Jahre 1945 eine Spedition in Rees-Millingen, die 1966 umzog und heute (2019) als Spedition Wwe. Hövelmann ihren Firmensitz in Empel hat. Aufgrund der Fahrzeugfarbe „weinrot (RAL 3005)“ spricht man auch vom roten Hövelmann.

## Verkehr

### Schienenverkehr

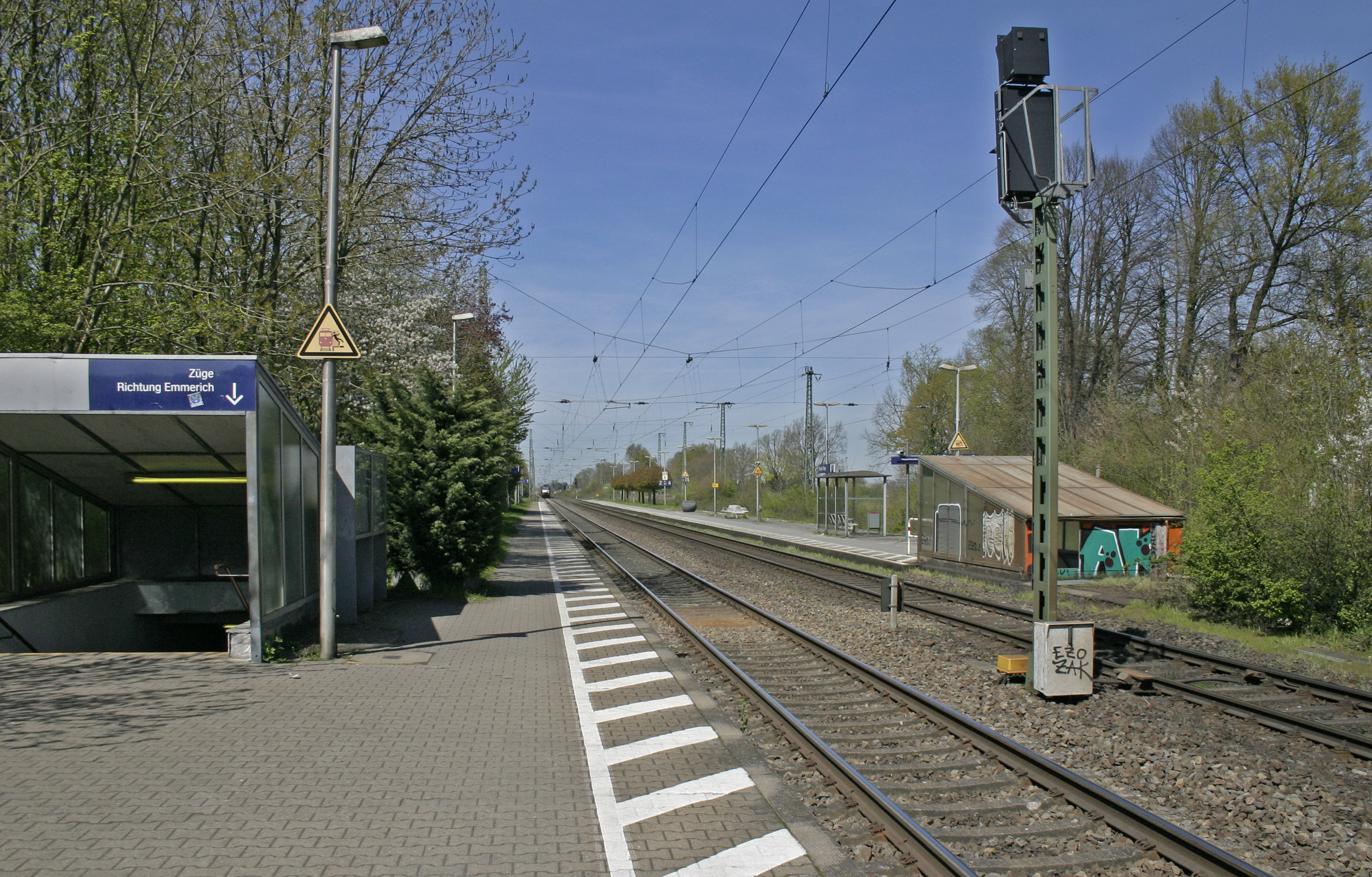
Bahnstation Empel

Durch Empel verläuft seit 1856 die zweigleisige, elektrifizierte Bahnstrecke Oberhausen–Arnhem. Der im Ort gelegene Bahnhof hat die Bezeichnung Empel-Rees. Hier hält im Schienenpersonennahverkehr täglich der RE 19 (Rhein-IJssel-Express), von Arnheim über Emmerich, Wesel, Oberhausen und Duisburg nach Düsseldorf.
| Linie | Verlauf | Takt   |
| ----- | --- | ------ |
| RE 19 | Rhein-IJssel-Express: Arnhem Centraal – Zevenaar – Emmerich-Elten – Emmerich – Praest – Millingen (b Rees) – Empel-Rees – Haldern (Rheinl) – Mehrhoog – Wesel Feldmark – Wesel – Friedrichsfeld (Niederrhein) – Voerde (Niederrhein) – Dinslaken – Oberhausen-Holten – Oberhausen-Sterkrade – Oberhausen Hbf – Duisburg Hbf – Düsseldorf Flughafen – Düsseldorf Hbf Stand: Fahrplanwechsel Dezember 2023 | 60 min |

Fernzüge bedienen die Station bereits seit 1991 nicht mehr. Um die Kapazität der Strecke für den Güterverkehr zu erweitern, wird die Strecke um ein drittes Gleis ausgebaut.

### Busverkehr
Empel wird von drei Buslinien bedient, die überwiegend Anschlüsse an westlich bzw. östlich gelegenen Ortschaften aufweisen:
- Die Linie 61 verbindet Empel zum einen mit dem Stadtzentrum von Rees, zum anderen mit Millingen, Isselburg, dessen Ortsteilen Werth und Anholt sowie Bocholt. Sie verkehrt wochentags stündlich, samstags sechsmal und sonntags fünfmal jeweils unregelmäßig, wobei an Sonntagen die zwei letzten Fahrten nach Bocholt sowie die erste und letzte Fahrt nach Rees nur nach Bedarf als Taxibus verkehren. Obwohl diese Linie eine VRR-Liniennummer (bzw. eine der ehemaligen VGN) trägt, wird sie von der zum benachbarten Westfalentarif angehörigen Westfalen Bus betrieben.
- Einmal wochentags wird zudem die BVR-Linie 63, die normalerweise zwischen Wesel und Hamminkeln-Mehrhoog verkehrt, nach Haldern und Empel verlängert.
- Die Linie X32 gehört zum 2022 errichteten XBus-Netz des VRR und verbindet stündlich Empel und Rees mit Kalkar und Kleve. Betrieben wird diese Linie von Look Busreisen mit Bussen des Subunternehmers Verhuven Reisen aus Xanten.

### Straßen
Auf dem Gemeindegebiet verlaufen die Landesstraßen 459 und 469. Die Bundesstraße 67 schließt Empel an das Fernstraßennetz an und mit der Anschlussstelle Rees/Isselburg gibt es eine Autobahnzufahrt zur A 3.